# ISO 3166-2:AI
ISO 3166-2:AI은 지리 식별 부호(영어: geocode)를 정의하는 ISO 표준인 ISO 3166-2의 일부이며, 앵귈라에 적용된다. AI는 ISO 3166-1에서 할당된 국가 코드를 사용한다. 현재는 ISO 3166-2에서 할당된 코드가 없다.